# Plaxomicrus szetschuanus
Plaxomicrus szetschuanus är en skalbaggsart som beskrevs av Stefan von Breuning 1956. Plaxomicrus szetschuanus ingår i släktet Plaxomicrus och familjen långhorningar. Inga underarter finns listade i Catalogue of Life.